# Wilbrandia ebracteata
Wilbrandia ebracteata är en gurkväxtart som beskrevs av Célestin Alfred Cogniaux. Wilbrandia ebracteata ingår i släktet Wilbrandia och familjen gurkväxter.

## Underarter
Arten delas in i följande underarter:
- W. e. bracteata
- W. e. pedunculata